# Прапор Кадіївки
Пра́пор Кадіївки — офіційний символ міста Кадіївка Луганської області. Прапор міста було затверджено рішенням міської ради у 2003 році.

## Опис
Прапор міста являє собою прямокутне полотнище синього кольору зі співвідношенням ширини до довжини 1:2. З лівого боку на відстані 1/5 від загальної довжини прапора знаходиться стовп червоного кольору, на верхній частині якого на відстані 1/12 від ширини стяга розташоване коло із зображенням основних елементів герба міста: пласту вугілля, ливарного ковша, заводського корпусу, зубчатого колеса, що вказують на розвиток вугільної, металургійної, машинобудівної промисловості та будівельної справи. Крім того колесо-шестерня символізує розвиток, рух вперед.

## Альтернативний прапор
Альтернативний прапор створено на основі офіційного в рамках проєкту Альтеральдика разом з альтернативним гербом Кадіївки.
Прапор являє собою синє прямокутне полотно зі співвідношенням сторін 1:2. З лівого боку на відстані 1/6 від загальної довжини стовп червоного кольору шириною в 1/5 від загальної довжини зі білою нитяною облямівкою. Поверх якого по центру біла шестерня в центрі якої білий ливарний ківш на 1/3 від висоти прапора.
Дана символіка не є офіційною.